# Antônio Francisco de Paula de Holanda Cavalcanti de Albuquerque
Antônio Francisco de Paula de Holanda Cavalcanti de Albuquerque, o Visconde de Albuquerque (Engenho Pantorra, Cabo de Santo Agostinho, Pernambuco, 21 de agosto de 1797 — Rio de Janeiro, 14 de abril de 1863), foi um militar, senhor de engenho e político brasileiro.
Haja vista o prestígio de sua família — cujos membros e aliados formavam uma bancada de 15 senadores em meados do século XIX —, diz-se que, se Dom Pedro II resolvesse formar uma dinastia brasileira, nenhum outro clã teria tanta estirpe para apresentar uma esposa quanto os Cavalcanti de Albuquerque de Pernambuco. Foi um dos políticos mais poderosos do Brasil Império. 
Concorreu na primeira eleição para a Regência Una com o Padre Diogo Antônio Feijó (que saiu vitorioso). Quando da renúncia de Feijó, assumiu o cargo de regente Araújo Lima, que venceu o pleito contra Holanda Cavalcanti, graças a articulações em meio a própria família Cavalcanti de Albuquerque, tendo assim que assumido, nomeado o primo Sebastião do Rego Barros, como Ministro da Guerra e o irmão do sogro Francisco de Paula Almeida e Albuquerque, como Ministro da Justiça. Após a saída dos dois do governo, Holanda Cavalcanti passou a articular a queda do governo no que ficou conhecido como Golpe da Maioridade.
Integrou o chamado "Ministério dos Irmãos", composto pelos irmãos Cavalcanti (Holanda Cavalcanti e Francisco de Paula Cavalcanti) e os irmãos Andrada (Antônio Carlos e Martim Francisco), entre outros, que auxiliou o imperador D. Pedro II logo após o Golpe da Maioridade.
Tendo liderado o gabinete durante o período de 1846 e 1847. Período em que também acumulou as pastas da Marinha, Guerra e Fazenda sob seu comando. Saindo da liderança pouco antes da criação da monarquia parlamentar, por discordar da nomeação de aliados do Partido da Praia no governo de Pernambuco.

## Biografia

### Família e juventude
Era filho do Capitão-Mor Francisco de Paula Cavalcanti de Albuquerque e de Maria Rita de Albuquerque Melo, e irmão dos viscondes de Suassuna e Camaragibe e do barão de Muribeca. Neto paterno de Francisco Xavier Cavalcanti de Albuquerque (coronel) e de Filippa Cavalcanti de Mello. Neto materno de Antônio de Holanda Cavalcanti de Albuquerque (tenente-coronel da Guarda Nacional do regimento de Sirinhaém) e de Maria Manuela de Melo. Era também primo em primeiro grau do conde da Boa Vista, do barão de Ipojuca e do conselheiro Sebastião do Rego Barros.

Armas do Visconde de Albuquerque, as mesmas das famílias Albuquerque e Cavalcanti.

Casou-se em 20 de outubro de 1829 no Rio de Janeiro com Emília Amália de Almeida e Albuquerque, filha do conselheiro e senador Manuel Caetano de Almeida e Albuquerque. Tiveram filhos:
- Luís de Holanda Cavalcanti de Albuquerque (Pernambuco, c. 1830 — Rio de Janeiro, 18 de julho de 1894[8]), desembargador do Tribunal da Relação do Rio Grande do Sul.[9] Casou-se com Ana Maria de Holanda Cavalcanti de Albuquerque (†24 de outubro de 1867).[10] Tiveram uma filha.
- Henrique de Holanda Cavalcanti de Albuquerque (Niterói, 4 de julho de 1832[11] — Rio de Janeiro, 31 de julho de 1862[12]), médico cirurgião, formado pela Faculdade de Medicina do Rio de Janeiro.[11] Faleceu de erisipela.[13]
- Maria Emília de Holanda Cavalcanti de Albuquerque (†Paris, 30 de outubro de 1889). Inupta. Seus restos mortais estão sepultados no Cemitério do Père-Lachaise.[14]
- Emília Amália de Holanda Cavalcanti de Albuquerque (Niterói, ? — Recife, maio de 1892). Casou-se, em 19 de outubro de 1863, com Estêvão Cavalcanti de Albuquerque (†Recife, 19 de fevereiro de 1894)[15], médico, filho do Barão de Merepi.[16] Tiveram filhos.
- Manuel Artur de Holanda Cavalcanti de Albuquerque (Rio de Janeiro,10 de agosto de 1840 — Paris, 3 de março de 1914), segundo barão de Albuquerque. Inupto.[17]
- Antônio Francisco de Paula de Holanda Cavalcanti de Albuquerque (? - ?), militar. Combateu na Guerra do Paraguai.[18]

### Atividades militares
Aos dez anos foi cadete, sendo oficial do exército promovido mais tarde a tenente-coronel, posto em que foi reformado, em 9 de novembro de 1832.
Em 1816 passou de Pernambuco ao Rio de Janeiro, de onde seguiu para Moçambique como ajudante de ordens do governador e capitão-general da capitania de Moçambique, José Francisco de Paula Cavalcanti de Albuquerque, seu tio. De volta ao Rio de Janeiro, seguiu para Macau nomeado lente do segundo ano da Escola Real de Pilotos, em aviso de 12 de junho de 1819, e sargento-mor do batalhão do Príncipe Regente. Voltou ao Brasil definitivamente em 1824.

### Atividades políticas
Depois da Independência Brasileira, militou na política da sua pátria. Foi eleito deputado geral por sua província na 1ª legislatura, de 1826 a 1829, na 2ª e 3ª de 1830 a 1837. Foi senador do Império do Brasil, de 1838 a 1863.
Em 3 de novembro de 1830 foi nomeado ministro e secretário de estado dos negócios da Fazenda; em 1 de agosto de 1832 foi nomeado ministro do Império e da Fazenda; em 24 de julho de 1840, ministro da Marinha; de 23 de maio de 1844 a 29 de abril de 1847, ministro da Marinha, da Fazenda e da Guerra; e, em 30 de maio de 1862, ministro da Fazenda, cargo que ocupava quando de seu falecimento (ver Gabinete Olinda de 1862).
Serviu de conselheiro do Estado para o que foi nomeado extraordinário em 14 de setembro de 1850 e ordinário em 20 de agosto de 1859. Em 20 de agosto de 1840 foi nomeado Gentil-Homem da Imperial Câmara.
Recebeu o título de 1.º Visconde com grandeza de Albuquerque em 2 de dezembro de 1854.

### Atividades maçônicas
Em 3 de dezembro de 1837, em substituição a José Bonifácio de Andrada e Silva, foi eleito Grão-Mestre do Grande Oriente do Brasil, cargo que ocupou até 1850, quando então o passou a Miguel Calmon du Pin e Almeida (Marquês de Abrantes).
Desempenhou cargos de relevo no Grande Oriente de Portugal, nomeadamente o de seu representante junto da Maçonaria Brasileira em 1858.

### Morte
O Visconde de Albuquerque faleceu de hepatite aos 65 anos de idade, já viúvo. Seu corpo foi sepultado no Cemitério de São João Batista.